# Бельгия на летних Олимпийских играх 1948
Бельгия принимала участие в Летних Олимпийских играх 1948 года в Лондоне (Великобритания) в девятый раз за свою историю, и завоевала две золотые, две серебряные и три бронзовые медали. Сборная страны состояла из 152 спортсменов (132 мужчины, 20 женщин), выступивших в состязаниях по 17 видам спорта.

## Медалисты
| Медаль  | Спортсмен                                                                                           | Вид спорта      | Дисциплина                            |
| ------- | --------------------------------------------------------------------------------------------------- | --------------- | ------------------------------------- |
| Золото  | Гастон Рейфф                                                                                        | Лёгкая атлетика | Мужчины, 5000 м                       |
| Золото  | Леон Делатаувер Эйгене ван Росбрук Лоде Воутерс                                                     | Велоспорт       | Мужчины, командная гонка по шоссе     |
| Серебро | Пьер Ниан                                                                                           | Велоспорт       | Мужчины, гит 1000 м                   |
| Серебро | Йозеф Виссерс                                                                                       | Бокс            | Мужчины, до 62 кг                     |
| Бронза  | Этьен Гелли                                                                                         | Лёгкая атлетика | Мужчины, марафон                      |
| Бронза  | Лоде Воутерс                                                                                        | Велоспорт       | Мужчины, групповая гонка по шоссе     |
| Бронза  | Андре ван де Верве де Ворсселлаэр Поль Вальк Раймон Брю Жорж де Бургиньон Анри Патерностер Эдуар Ив | Фехтование      | Мужчины, рапира, командное первенство |

## Результаты соревнований

### Академическая гребля
Соревнования по академической гребле на Олимпийских играх 1948 года проходили в гребном центре в Хенли-он-Темс, где ежегодно проводятся соревнования Королевской регаты. Из-за недостаточной ширины гребного канала в одном заезде могли стартовать не более трёх лодок. В следующий раунд из каждого заезда проходили только победители гонки.
Мужчины
| Соревнование | Спортсмены                   | Предварительный заезд | Предварительный заезд | Предварительный заезд | Отборочный заезд | Отборочный заезд | Отборочный заезд | Полуфинал             | Полуфинал             | Полуфинал             | Финал                 | Финал                 |
| Соревнование | Спортсмены                   | Заезд                 | Время                 | Место                 | Заезд            | Время            | Место            | Заезд                 | Время                 | Место                 | Время                 | Место                 |
| ------------ | ---------------------------- | --------------------- | --------------------- | --------------------- | ---------------- | ---------------- | ---------------- | --------------------- | --------------------- | --------------------- | --------------------- | --------------------- |
| двойки       | Шарль ван Антверпен Йос Роса | 4                     | 7:35,0                | 2                     | 2                | 7:34,4           | 2                | завершили выступление | завершили выступление | завершили выступление | завершили выступление | завершили выступление |